# Dendronephthya tuberculata
Dendronephthya tuberculata is een zachte koraalsoort uit de familie Nephtheidae. De koraalsoort komt uit het geslacht Dendronephthya. Dendronephthya tuberculata werd in 1952 voor het eerst wetenschappelijk beschreven door Utinomi. 